# فلم تفاعلي

لعبة ماد دوغ ماكري هي أشهر ألعاب الفيديو ذات الفيلم التفاعلي

الفيلم التفاعلي (بالإنجليزية: Interactive movie)، هو لعبة فيديو تحتوي على مقاطع مسجلة مسبقاً بصورة سينمائية، ولكن يمكن للاعب اختيار بعض الأمور. على سبيل المثال حينما تصبح الشخصية الرئيسية في خطر، يمكن للاعب أن يقرر ما إذا كان عليه الهروب أو استخدام السلاح. كلا الاختيارين يتبعهما مشهد مسجل من قبل. من أشهر ألعاب هذا النوع دراجونز لير (بالإنجليزية: Dragon's Lair)، فهرنهايت (بالإنجليزية: Fahrenheit) (بالصينية التقليدية: 華氏)، هيفي رين (بالإنجليزية: Heavy Rain) (بالصينية التقليدية: 暴雨殺機)، بيوند: تو سولز (بالإنجليزية: Beyond: Two Souls) (بالصينية التقليدية: 超能殺機：兩個靈魂)، ديترويت: نحو الإنسانية (بالإنجليزية: Detroit: Become Human) (بالصينية التقليدية: 底特律：變人).

## وصلات خارجية
- The Interactive Movies Archive نسخة محفوظة 15 يوليو 2019 على موقع واي باك مشين.
- The Dragon's Lair Project: A repository of information about laserdisc interactive movie games
- The Dragon's Lair Project: A repository of information about laserdisc video games
- "Laser Daze", from The Dot Eaters: Videogame History 101
- Brazilian interactive movie نسخة محفوظة 8 ديسمبر 2011 على موقع واي باك مشين.
- WiREDMŌV: The Interactive Documentary/Film Database